# Голд Канјон (Аризона)
Голд Канјон (енгл. Gold Canyon) насељено је место без административног статуса у америчкој савезној држави Аризона.

## Демографија
По попису из 2010. године број становника је 10.159, што је 4.13 (68,5%) становника више него 2000. године.
| Група             | 2000.         | 2010.         |
| Белци             | 5.692 (94,4%) | 9.243 (91,0%) |
| Афроамериканци    | 18 (0,3%)     | 100 (1,0%)    |
| Азијати           | 29 (0,5%)     | 85 (0,8%)     |
| Хиспаноамериканци | 213 (3,5%)    | 560 (5,5%)    |
| Укупно            | 6.029         | 10.159        |